# Ranunculus pygmaeus
Ranunculus pygmaeus — вид трав'янистих рослин родини Жовтецеві (Ranunculaceae). Має альпійсько-арктичне поширення по всій Арктиці, а також в Альпах, Татрах, горах Скандинавії й скелястих горах у Північній Америці. Етимологія: грец. πψγμαιοϛ — «карликовий».

## Морфологічна характеристика
Це багаторічні трав'янисті рослини заввишки 2–10 см. Коріння тонкі, завтовшки 0.1–0.6 мм. Стебел 1–4, від безвільних до піднятих, нерозгалужені, майже голі. Листки чергові, прикореневих листків 2–6, довгочерешкові, стеблові зазвичай безчерешкові. Базальні листові пластинки ниркоподібні, 3(5)-дольні, центральні долі зазвичай цілі, бічні долі 2–3-лопатеві, 0.45–0.9 × 0.6–1.3 см. Стеблові листки 3-лопатеві, лопаті вузько оберненояйцевиді, з цілими краями. Квітки поодинокі, квіткові стебла густо запушені. Квіти: віночки радіально-симетричні, блідо-жовті, як правило, 5–8 мм шириною; пелюсток 5, трохи коротші за чашолистки, 1.2–3.5 × 1.1–2.8 мм; чашолистків 5, бідно світловолосі, 2–4 × 1.2–1.6 мм; тичинок багато. Голови сім'янок від майже кулястих до циліндричних, 2.5–7 × 2.5–5 мм; сім'янки 1–1.2 × 0.8–1.1 мм, голі; дзьоби шиловиді, прямі або зігнуті, 0.3–0.7 мм. 2n = 16.
Розмножується насінням; немає вегетативне розмноження. Сім'янки розсіюються з тваринами, в іншому випадку, ймовірно, існує деяке розосередження з проточною водою і вітром.

## Поширення
Північна Америка (Ґренландія, Канада, США); Євразія (Північна Росія, Австрія, Фінляндія, Швейцарія, Ісландія, Італія, Норвегія [вкл. Шпіцберген], Польща, Словаччина, Швеція). Ізольовані південні форпости в досить південних горах Східної Азії (наближаючись до Гімалаїв) і в Європі вважаються льодовиковими реліктами. Населяє арктичні й альпійські луки та схили, западини в пустищах; байдужий до реакції ґрунту (рН).

## Галерея

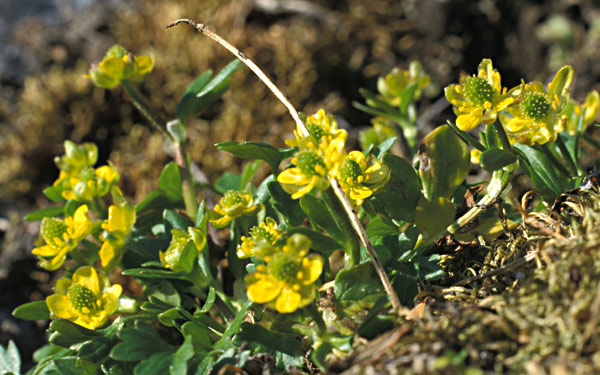